# Om Noi
Om Noi (taj. อ้อมน้อย) – miasto w południowej Tajlandii w regionie Tajlandia Centralna, w prowincji Samut Sakhon. W 2019 roku liczyło 53 978 mieszkańców.